# Copa Asiática 1960
La II Copa Asiática de fútbol se llevó a cabo entre el 14 y el 21 de octubre de 1960 en Corea del Sur. El torneo fue organizado por la Confederación Asiática de Fútbol.

## Estadios
| Seúl | Seúl              |
| ---- | ----------------- |
| Seúl | Hyochang Stadium  |
| Seúl | Capacidad: 15,194 |
| Seúl |                   |

## Equipos participantes
Para el proceso clasificatorio, véase Clasificación para la Copa Asiática 1960
En cursiva, los equipos debutantes.
| Equipos participantes | Equipos participantes | Equipos participantes | Equipos participantes |
| --------------------- | --------------------- | --------------------- | --------------------- |
| Corea del Sur         | Israel                | República de China    | Vietnam del Sur       |

## Resultados
| Equipo             | Pts | PJ | PG | PE | PP | GF | GC | Dif |
| ------------------ | --- | -- | -- | -- | -- | -- | -- | --- |
| Corea del Sur      | 6   | 3  | 3  | 0  | 0  | 9  | 1  | +8  |
| Israel             | 4   | 3  | 2  | 0  | 1  | 6  | 4  | +2  |
| República de China | 2   | 3  | 1  | 0  | 2  | 2  | 2  | 0   |
| Vietnam del Sur    | 0   | 3  | 0  | 0  | 3  | 2  | 12 | −10 |

| 14 de octubre de 1960, 15:15 | Corea del Sur                                                                    | 5:1 (2:0) | Vietnam del Sur   | Hyochang Stadium, Seúl          |                                 |
|                              | Cho Yoon-ok 15' 71' · Woo Sang-kwon 27' · Choi Chung-min 47' · Moon Jung-sik 56' |           | Nguyễn Văn Tu 70' | Asistencia: 30.000 espectadores | Asistencia: 30.000 espectadores |

| 17 de octubre de 1960, 15:00 | Corea del Sur                           | 3:0 (2:0) | Israel | Hyochang Stadium, Seúl                                            |                                                                   |
|                              | Cho Yoon-ok 17' 60' · Woo Sang-kwon 30' |           |        | Asistencia: 30.000 espectadores Árbitro(s): Yozo Yokoyama (Japón) | Asistencia: 30.000 espectadores Árbitro(s): Yozo Yokoyama (Japón) |

| 17 de octubre de 1960 | República de China                  | 2:0 (0:0) | Vietnam del Sur | Hyochang Stadium, Seúl |  |
|                       | Luk Man Wai 51' · Yiu Cheuk Yin 77' |           |                 |                        |  |

| 19 de octubre de 1960 | Vietnam del Sur           | 1:5 (0:4) | Israel                                                              | Hyochang Stadium, Seúl          |                                 |
|                       | Trần Văn Nhung 68' (pen.) |           | R. Levi 13' · Stelmach 18' · S. Levi 25' · Menchel 32' · Aharoniski | Asistencia: 15.000 espectadores | Asistencia: 15.000 espectadores |

| 21 de octubre de 1960, 15:00 | Corea del Sur     | 1:0 (0:0) | República de China | Hyochang Stadium, Seúl |  |
|                              | Moon Jung-sik 54' |           |                    |                        |  |

| 23 de octubre de 1960 | Israel      | 1:0 (0:0) | República de China | Hyochang Stadium, Seúl                                            |                                                                   |
|                       | S. Levi 72' |           |                    | Asistencia: 25.000 espectadores Árbitro(s): Yozo Yokoyama (Japón) | Asistencia: 25.000 espectadores Árbitro(s): Yozo Yokoyama (Japón) |

|                                  |
| Bandera de Corea del Sur         |
| Campeón Corea del Sur 2.º título |

## Goleadores
4 goles
- Cho Yoon-ok

2 goles
- Shlomo Levi
- Moon Jung-sik
- Woo Sang-kwon

1 gol
- Amnon Aharonskind
- Rafi Levi
- Avraham Menchel
- Nahum Stelmach
- Luk Man Wai
- Yiu Cheuk Yin
- Choi Chung-min
- Nguyễn Văn Tú
- Trần Văn Nhung